# Tempio della Pudicizia Patrizia
Il Tempio della Pudicizia Patrizia era un sacello di Roma antica, situato nel Foro Boario, citato da Livio in contrapposizione col sacello della Pudicitia Plebeia, sul colle Quirinale.
Il piccolo luogo di culto, che doveva disporre di statua e altare, è descritto nei pressi del tempio di Ercole dell'Emiliano, ovvero il tempio di Ercole Invitto. Oltre che da Livio (10.23.3-5) il tempio è citato anche da Festo (282L), anche se c'è chi ne ha negato l'esistenza, affermando che Livio si sarebbe sbagliato a interpretate una statua di Fortuna in maniera da costruire una valida contrapposizione con il tempio della Pudicizia Plebea, la cui fondatrice Virginia sarebbe stata scacciata da questo tempio per il suo matrimonio in seconde nozze con il futuro console Lucio Volumnio Flamma Violente: l'accesso al tempio della Pudicizia Patrizia era infatti consentito solo alle donne che si erano maritate una volta sola.